# Красноармейский сельсовет (Алтайский край)
Красноармейский сельсовет — упразднённое в 2011 году муниципальное образование со статусом сельского поселения и административно-территориальное образование в Панкрушихинском районе Алтайского края России. Административный центр — посёлок Красноармейский.

## Население
По результатам Всероссийской переписи населения 2010 года, численность населения муниципального образования составила 638 человек.

## Состав сельского поселения
В состав сельского поселения входили 2 населённых пункта:
| № | Населённый пункт | Тип населённого пункта          | Население |
| - | ---------------- | ------------------------------- | --------- |
| 1 | Борисовский      | посёлок                         | ↘307      |
| 2 | Красноармейский  | посёлок, административный центр | ↘132      |

## История
В 2011 году Зятьковский сельсовет и Красноармейский сельсовет объединёны в Зятьковский сельсовет.